# Simaethula opulenta
Simaethula opulenta là một loài nhện trong họ Salticidae.
Loài này thuộc chi Simaethula. Simaethula opulenta được Ludwig Carl Christian Koch miêu tả năm 1879.